# Actinote rubrocellulata
Actinote rubrocellulata är en fjärilsart som beskrevs av Hayward 1960. Actinote rubrocellulata ingår i släktet Actinote och familjen praktfjärilar. Inga underarter finns listade i Catalogue of Life.